# Koya Saito
Koya Saito (斎藤 広野 Saito Koya?, nacido el 5 de agosto de 1986 en Saitama) es un futbolista japonés que se desempeñaba como defensa.

## Trayectoria

### Clubes
| Club              | País  | Año         |
| ----------------- | ----- | ----------- |
| Yokogawa Electric | Japón | 2009        |
| FC Machida Zelvia | Japón | 2010 - 2011 |
| SC Sagamihara     | Japón | 2012 - 2013 |
| Grulla Morioka    | Japón | 2014        |
| Vonds Ichihara    | Japón | 2015 -      |

## Estadística de carrera

### J. League
| Club           | Año   | J. League | J. League | Copa J. League | Copa J. League | Total | Total |
| Club           | Año   | Part.     | Goles     | Part.          | Goles          | Part. | Goles |
| -------------- | ----- | --------- | --------- | -------------- | -------------- | ----- | ----- |
| Grulla Morioka | 2014  | 18        | 0         | -              | -              | 18    | 0     |
| Total          | Total | 18        | 0         | 0              | 0              | 18    | 0     |